# Heide Orth
Heide Orth, geborene Heide Schildknecht, (* 10. August 1942 in Grevesmühlen) ist eine ehemalige deutsche Tennisspielerin.

## Karriere
Heide Orth, die am liebsten auf Sandplätzen spielte, begann im Alter von 13 Jahren mit dem Tennissport. Von 1964 bis 1973 spielte sie für die deutsche Federation-Cup-Mannschaft insgesamt 15 Spiele. Sie hatte eine ausgeglichene Bilanz von 2:2 im Einzel, im Doppel gewann sie acht ihrer elf Spiele.
Vier Mal wurde sie Deutsche Meisterin im Tennis (1969, 1971 bis 1973).
Am 3. Juni 2014 wurde sie für ihre Erfolge im Seniorentennis von der ITF ausgezeichnet.